# 恩颐投资
恩颐投资（英語：New Enterprise Associates）是一家美国风险投资公司，主要聚焦从种子期到成长期的风险投资。拥有约250亿美元承诺资本，是全球最大的风险投资公司之一。

## 历史
1977年由三位合伙人成立，总部位于美国加利福尼亚州门洛帕克，在巴尔的摩、波士顿、纽约市、旧金山、北京市、上海市、班加罗尔、孟买均有办公地。
2018年通用电气前任董事长兼首席执行官杰夫·伊梅尔特加入公司担任风险合伙人。